# Львівське Євангеліє

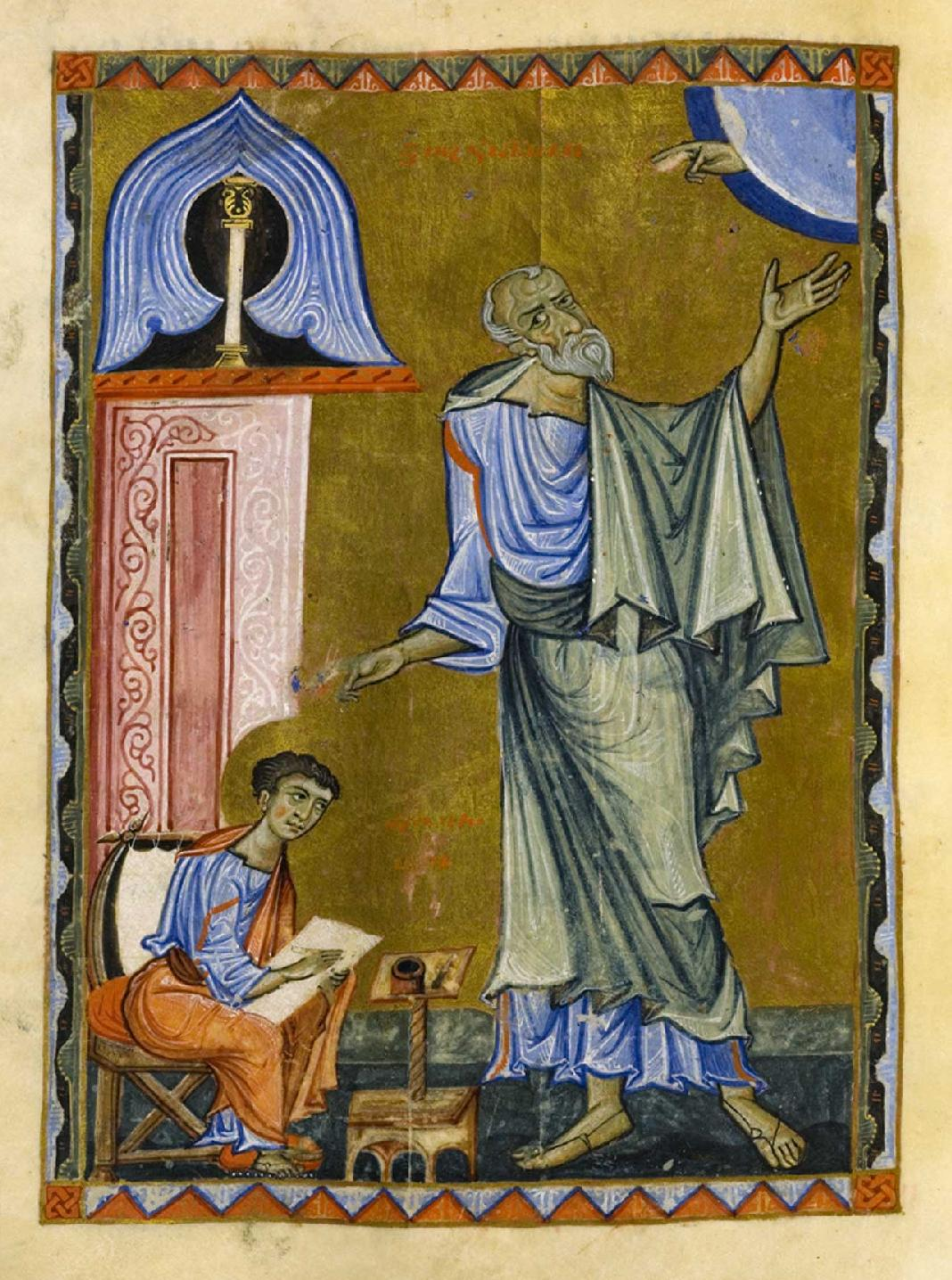
Львівське (Скверкське) Євангеліє

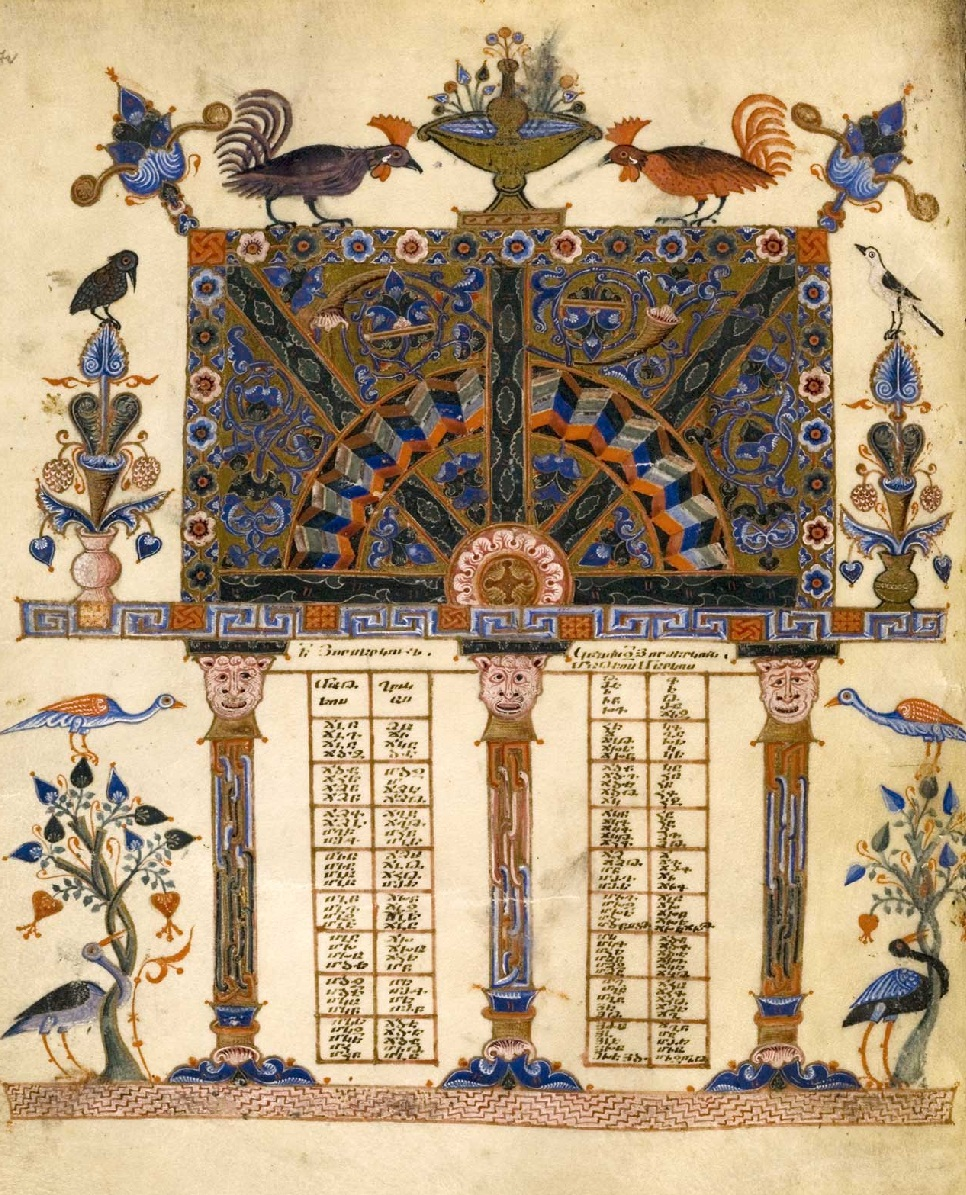
Сторінка рукопису: таблиця з конкордансом канонів. Птахи символізують спраглу душу Христа

Львівське Євангеліє — вірменський кілікійський рукопис XII століття. За вірменською традицією іменується також Скеврським Євангелієм, за назвою монастиря Скевра в якому воно було написане.

## Історія
Євангеліє було написане у вірменському кілікійському царстві в монастирі Скевра (неподалік від Ламброна), в якому наприкінці XII століття завершилося остаточне оформлення стилю кілікійського мініатюрного живопису. Як свідчить пам'ятний запис на сторінках рукопису, 647 року вірменського літочислення (період 31 січня 1198 — 30 січня 1199) писарем і мініатюристом Григором була завершена робота над списком.
1930 року Євангеліє було описане мхітаристом Нерсесом Акіняном. Перед Другою світовою війною рукопис належав вірменській католицькій громаді Львова (звідси сучасна назва). Після приєднання Західної України до СРСР і переселення львівських та західноукраїнських вірмен в Польщу та з початком Другої світової війни, сліди рукопису було втрачено.
1993 року Євангеліє було знайдено та продемонстровано у Гнєзно (неподалік від Познані) доктору Гюнтеру Прінцінгу його польським колегою К. Ільським. Після виявлення рукопису велика група фахівців з різних країн брала участь у реставрації й дослідженні книги під орудою Г. Прінцінга і А. Шмідт в музеї Гутенберга у Майнці. Реставрація завершилася науковою конференцією та виставкою
На думку Л. Р. Азарян, Львівське Євангеліє, поряд з Венеціанським (1193 р.) є найвизначнішим рукописом, що вплинув на формування кілікійського мініатюрного живопису.